# Àrea rural d'interès paisatgístic
L'ARIP (àrea rural d'interès paisatgístic) és, juntament amb l'ANEI i l'AAPI, una de les tres categories de sòl rústic protegit que estableix la Llei 1/1991, de 30 de gener, d'espais naturals i de règim urbanístic de les àrees d'especial protección de les Illes Balears (LEN).

## Definició
Són ARIPs aquells espais transformats majoritàriament per activitats tradicionals i que, pels seus especials valors paisatgístics, es declaren com a tals a la LEN (art. 2.3).
L'article 4 remet la seva delimitació a l'annex I (és a dir, a la cartografia de la Llei), amb exclusió dels espais que constitueixen AAPIs. Per tant, a diferència del que succeeix amb les ANEIs, no existeix a la LEN un llistat concret de les ARIPs. La disposició addicional quarta també és d'aplicació respecte a les ARIPs, de manera que no es consideraran com a tals els sòls urbanitzables recollits a l'annex III.

## Règim urbanístic
Al marge de les determinacions comunes per a totes les àrees d'especial protecció recollides en la LEN, són d'aplicació a les ARIPs algunes normes compartides amb les ANEIs i altres de pròpies.

### Règim comú d'ANEI i ARIP
- Els terrenys inclosos a una ARIP queden classificats com a sòl rústic d'especial protecció.
- Les noves edificacions no poden situar-se a prominències del terreny, no poden tenir més de dues plantes ni sobrepassar els set metres d'altària.
- Només es permet l'obertura de nous camins en casos de justificada necessitat.
- Queda prohibida la publicitat fixa i per mitjans acústics.
- Els tancaments de les finques guardaran el caràcter tradicional de la zona.

### Règim específic de les ARIPs
- La superfície mínima per a l'edificació d'un nou habitatge és:
  - A Mallorca i Menorca: 3 hectàrees (30.000 m²).
  - A Eivissa: 2,5 hectàrees (25.000 m²).
  - A Formentera: 1,5 hectàrees (15.000 m²).
- No es pot autoritzar la ubicació dins ARIP de l'oferta complementària dels camps de golf.

Val a dir també que, a Mallorca, el Pla Territorial distingeix entre ARIP comunes i ARIP boscoses, en les quals està prohibit l'ús d'habitatge.